# Whiteoak Beck
Der Whiteoak Beck ist ein Wasserlauf im Lake District, Cumbria, England.
Der Whiteoak Beck entsteht an der Nordseite des Floutern Cop, nördlich des Floutern Tarn und fließt in nordöstlicher Richtung bis zu seiner Vereinigung mit dem Highnook Beck zum Park Beck.